# Hrad u Bílovic
Hrad u Bílovic je pravěké hradiště u obce Bílovice-Lutotín v okrese Prostějov. Nachází se na pravém břehu říčky Romže v katastrálním území Bílovice asi tři kilometry od Lutotína nad železniční zastávkou Zdětín u Prostějova na trati Prostějov–Chornice. Archeologická lokalita s pozůstatky opevnění je chráněná jako kulturní památka.

## Historie
Pravěké sídliště bylo osídleno v neolitu příslušníky kultury s moravskou malovanou keramikou a v eneolitu lidem kultury s nálevkovitými poháry. Poslední stopy osídlení pochází z doby halštatské a patří platěnické kultuře.
První nálezy z hradiště získali bílovičtí studenti v letech 1884–1885. Nejstarší archelogické výzkumy na lokalitě provedl Inocenc Ladislav Červinka roku 1898 a o rok později zde spolupracoval s Antonínem Gottwaldem. Ten se na hradiště vrátil roku 1924 ke společnému výzkumu s K. Dobešem. Roku 1983 byl částečně prozkoumán prostor mezi severovýchodní a jihozápadní částí příkopu a v roce 2001 byl prozkoumán val s částí vnitřního příkopu.

## Stavební podoba

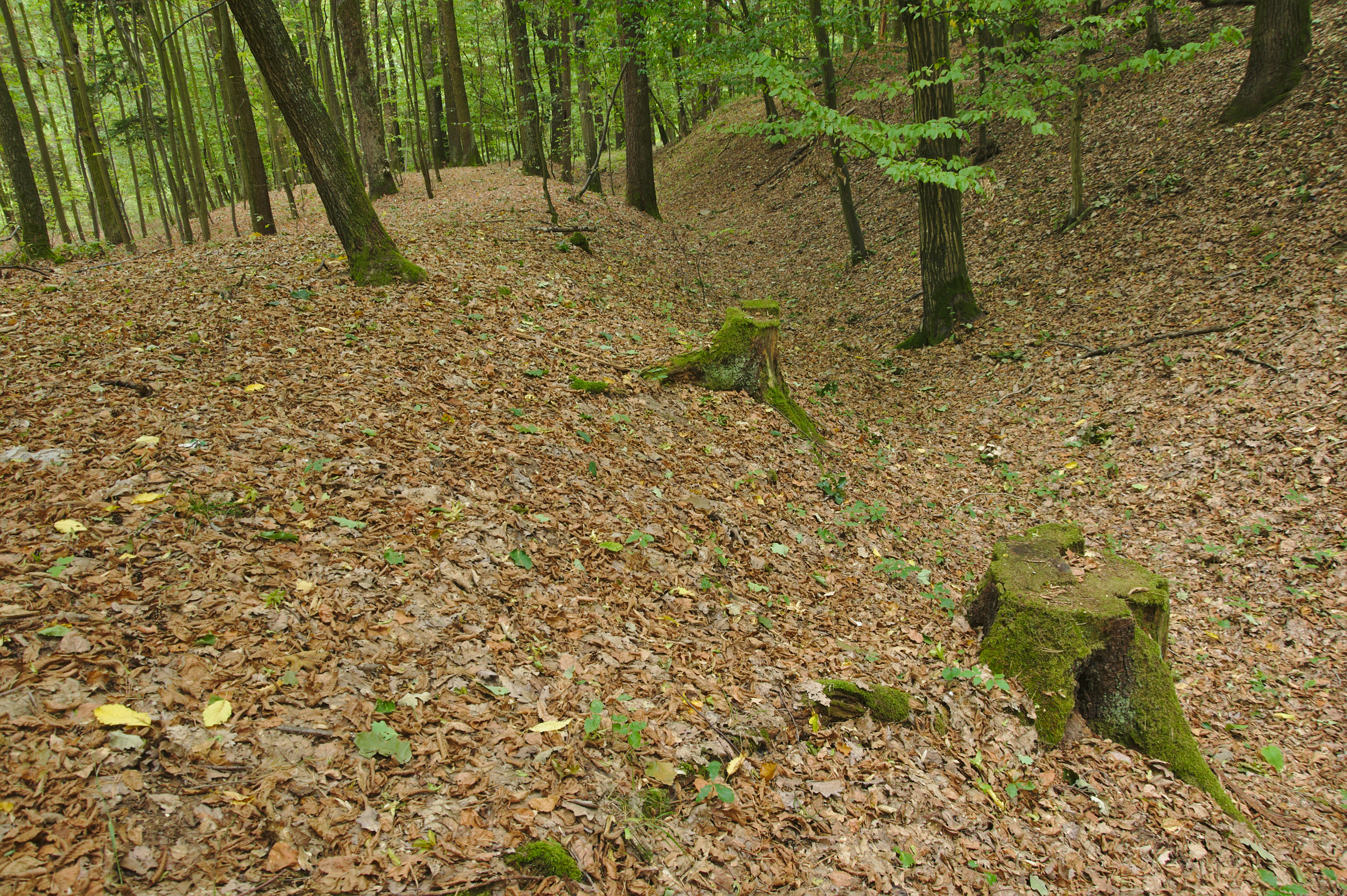
Reliéfní pozůstatky opevnění

Hradiště s oválným půdorysem a rozlohou asi 1,5 hektaru se nachází na ostrožně nad pravým břehem Romže v nadmořské výšce okolo 335 metrů. Převýšení nade dnem údolí řeky dosahuje až šedesát metrů. Na jihozápadní straně, kde lokalitu obtéká bezejmenný potok, je převýšení jen okolo třiceti metrů.
Opevnění se nachází ve spojovacím sedle na jižní a jihovýchodní straně a pochází z počátku středního eneolitu. Tvoří je dvojice deset metrů vzdálených valů s vnitřním příkopem širokým tři metry. Vnější val je menší, ale chrání také boční stranu ostrožny. Archeologický výzkum odhalil, že vnitřní val je pozůstatkem dvou stavebních fází hradby. Starší opevnění tvořila pouze palisáda, zatímco mladší stavební fáze měla čelní kamennou zeď, kterou zpevňovala konstrukce ze svislých dřevěných kůlů. Stavba hradby však nebyla dokončena.